# Rico Peter
Rico Peter (Luthern, 13 settembre 1983) è un bobbista svizzero.

## Biografia
Compete dal 2008 come pilota per la squadra nazionale svizzera. Debuttò in Coppa Europa a novembre del 2008 disputando però la sua miglior stagione nel 2010/11 quando colse il terzo posto in classifica generale nel bob a due e fu rispettivamente quarto e quinto nel bob a quattro e nella combinata. 
Esordì in Coppa del Mondo all'avvio dell'annata 2011/12, il 3 dicembre 2011 a Igls, dove giunse sedicesimo sia nel bob a due che il giorno successivo nel bob a quattro. Centrò il suo primo podio l'11 gennaio 2015 ad Altenberg (3º nella gara a quattro) e vinse la sua prima gara il 14 febbraio 2015 a Soči, imponendosi nel bob a due in coppia con Simon Friedli; ottenne infine la sua prima affermazione nella specialità a quattro il 17 dicembre 2016 a Lake Placid. In classifica generale ha totalizzato quali migliori piazzamenti il secondo posto nel bob a quattro ottenuto nel 2016/17 (dietro al russo Aleksandr Kas'janov), il quarto nel bob a due e il terzo nella combinata maschile, questi ultimi raggiunti nella stagione 2015/16.
Ha partecipato a due edizioni dei Giochi olimpici invernali: a Soči 2014 si classificò all'ottavo posto nel bob a due mentre a Pyeongchang 2018 giunse undicesimo nella gara a due e quarto in quella a quattro. 
Ha inoltre preso parte a cinque edizioni dei mondiali, vincendo il bronzo nel bob a quattro a Igls 2016 e detenendo quale migliore risultato nel bob a due il settimo posto ottenuto Winterberg 2015 ed il decimo nella competizione a squadre (a Sankt Moritz 2013). Ha vinto inoltre due medaglie nel bob a due agli europei di cui l'argento a Schönau am Königssee 2014 e il bronzo a La Plagne 2015 mentre nella specialità a quattro non è andato oltre il sesto posto, totalizzato nella stessa edizione 2015.

## Palmarès

### Mondiali
- 1 medaglia:
  - 1 bronzo (bob a quattro a Igls 2016).

### Europei
- 1 medaglia:
  - 1 argento (bob a due a Schönau am Königssee 2014).
  - 1 bronzo (bob a due a La Plagne 2015).

### Coppa del Mondo
- Miglior piazzamento in classifica generale nel bob a due maschile: 4° nel 2015/16;
- Miglior piazzamento in classifica generale nel bob a quattro maschile: 2° nel 2016/17;
- Miglior piazzamento in classifica generale nella combinata maschile: 3° nel 2015/16;
- 10 podi (4 nel bob a due e 6 nel bob a quattro):
  - 3 vittorie (2 nel bob a due e 1 nel bob a quattro);
  - 4 secondi posti (1 nel bob a due e 3 nel bob a quattro).
  - 3 terzi posti (1 nel bob a due e 2 nel bob a quattro).

#### Coppa del Mondo - vittorie
| Data             | Luogo       | Paese       | Disciplina                                                       |
| ---------------- | ----------- | ----------- | ---------------------------------------------------------------- |
| 14 febbraio 2015 | Soči        | Russia      | a due con Simon Friedli                                          |
| 22 gennaio 2016  | Whistler    | Canada      | a due con Thomas Amrhein                                         |
| 17 dicembre 2016 | Lake Placid | Stati Uniti | a quattro con Bror van der Zijde, Simon Friedli e Thomas Amrhein |

### Circuiti minori

#### Coppa Europa
- Miglior piazzamento in classifica generale nel bob a due: 3º nel 2010/11;
- Miglior piazzamento in generale nel bob a quattro: 4º nel 2010/11;
- Miglior piazzamento in generale nella combinata maschile: 5º nel 2010/11;
- 8 podi (6 nel bob a due e 2 nel bob a quattro):
  - 2 vittorie (1 nel bob a due e 1 nel bob a quattro);
  - 2 secondi posti (nel bob a due);
  - 4 terzi posti (3 nel bob a due e 1 nel bob a quattro).

#### Coppa Nordamericana
- Miglior piazzamento in classifica generale nel bob a due: 25º nel 2016/17;
- Miglior piazzamento in generale nel bob a quattro: 15º nel 2016/17;
- Miglior piazzamento in generale nella combinata maschile: 17º nel 2016/17;
- 2 podi (1 nel bob a due e 1 nel bob a quattro):
  - 1 secondo posto (nel bob a due);
  - 1 terzo posto (nel bob a quattro).